# Paloma Chamorro
Paloma Chamorro (Madrid, 4 de marzo de 1949 - Robledo de Chavela, 29 de enero de 2017) fue una periodista, filósofa y presentadora española, estrechamente vinculada con el movimiento cultural llamado Movida madrileña.

## Biografía
Licenciada en Filosofía, poseía amplios conocimientos de artes plásticas, música y literatura, y perteneció al grupo de teatro independiente Prodomo.

### Primeros años
Comenzó a trabajar en Televisión española a principios de los años setenta, en programas de divulgación cultural, artística y literaria como Galería (1973-1974), dirigido por Fernando Méndez-Leite, Cultura 2 (1975), Encuentros con las artes y las letras (1976-1977), Trazos (1977) o Imágenes (1978-1981), que le permitieron entrevistar, entre otros, a personajes de la talla de Salvador Dalí o Joan Miró.
En abril de 1977 empezó a trabajar en el programa de televisión Trazos como directora junto a Ramón G. Redondo, para pasar posteriormente a la dirección del mismo, hasta junio de 1978, en que finalizó la emisión del programa. En octubre del mismo año comenzó a dirigir otro espacio en la Segunda Cadena, titulado Imágenes, dedicado al arte.
Sin embargo, la popularidad le llegaría con La edad de oro (1983-1985), programa de televisión que sirvió de plataforma para mostrar al público las últimas tendencias culturales y en especial musicales de los primeros años ochenta en España. El espacio fue un auténtico escaparate de las tendencias más vanguardistas del momento y convirtió a su presentadora y directora en una auténtica Musa de la Movida madrileña. Entre artistas internacionales que pasaron por el programa estuvieron Lou Reed, The Smiths, The Lords of the New Church y Johnny Thunders, al que también pasaron referentes de la movida madrileña como Alaska y los Pegamoides, Parálisis Permanente, Alaska y Dinarama, Kaka de Luxe, Radio Futura, Los Rebeldes, Loquillo, Danza Invisible o Almodóvar & McNamara.
En esa época cultiva su imagen con una estética afterpunk, simbolizada por su excéntrico peinado, desde entonces asociado a su personalidad. 
En abril de 1987 inició un nuevo programa llamado La Estación de Perpiñán, cuyo contenido era también cultural. El primer bloque de espacios duró hasta julio de 1987. En septiembre de 1988 vuelve en la segunda etapa de La Estación de Perpiñán con espacios dedicados a entrevistas con artistas mundiales.
El 29 de octubre de 1988, Paloma Chamorro estrenó el espacio de producción propia La realidad invertida, dedicado a los artistas contemporáneos más importantes, recogiendo su producción más destacada y los acontecimientos más significativos de su trayectoria profesional. Entre los entrevistados figuraron Joan Miró, Robert Mapplethorpe, Keith Haring, George Condo y David Hockney. Este espacio se emitió hasta enero de 1989.

### Acusación de blasfemia
En 1985, Paloma Chamorro fue procesada acusada de un delito de blasfemia por la emisión de un vídeo musical del grupo británico Moon Child el 17 de octubre de 1984, en el que aparecía una figura humana crucificada con la cabeza de un animal. Antes de la emisión, Chamorro había advertido a los espectadores que alguno de los contenidos del programa podía herir su sensibilidad. Además, había visto el vídeo con anterioridad en compañía de sus jefes, quienes consideraron que este no era ofensivo, y dieron el visto bueno para su emisión.
Posteriormente sería absuelta por Sentencia de la Audiencia Provincial de Madrid en 1990, tras la vista celebrada el 25 de septiembre de ese año. El fiscal, que solicitaba inicialmente una pena de un mes de arresto y 100 000 pesetas de multa, retiró la acusación antes de celebrarse el juicio, y reiteró ante el Tribunal su posición de no acusar a la presentadora. Sin embargo, el abogado burgalés Juan Riu Izquierdo, que presentó una denuncia a título personal como espectador, continuó con el pleito, pidiendo para la presentadora 2 años, 4 meses y un día, y 75 000 pesetas de multa.
El fallo absolutorio fue confirmado por el Tribunal Supremo en 1993.

### Últimos años y muerte
Con posterioridad, y de forma esporádica, continuó realizando reportajes y documentales sobre arte para TVE, como un programa monográfico de homenaje a la pintora Maruja Mallo (1995) o conmemorando el 250º Aniversario del nacimiento de Francisco de Goya (1997).
Falleció a causa de un fallo cardiaco el 29 de enero de 2017 a los 68 años.